# براهموس (موشک)
براهموس(BrahMos) یا موشک PJ-10  یک موشک کروز مافوق صوت با موتور رم جت اندازه متوسط است که می تواند از زیردریایی ها، کشتی ها، هواپیماهای جنگنده یا سکوی پرتاب متحرک پرتاب شود.  ساخت این موشک یک سرمایه گذاری مشترک بین سازمان تحقیق و توسعه دفاع هندوستان (DRDO) و شرکت ان‌پی‌او متعلق به روسیه است که با هم براهموس ایروسپیس (BrahMos Aerospace) را تشکیل داده اند.  این موشک بر پایه موشک پی-800 اونیکس ساخته شده است.   نام براهموس یک تک واژه چند معنی است که از نام دو رودخانه برهماپوترای هند و رود مسکوای روسیه تشکیل شده است.
نسخه های قابل پرتاب از لانچر زمینی و کشتی در حال حاضر در حال خدمت هستند.  یک نوع براهموس با قابلیت پرتاب از هواپیما نیز عرضه شد که قابلیت پرتاب از هواپیمای سوخو-30 ام‌کی‌آی را دارد در سال 2012 آزمایش و معرفی و در سال 2019 وارد خدمت شد 
سیستم هدایت این موشک توسط توسط شرکت براهموس ایروسپیس توسعه یافته است.
در سال 2016، با عضویت هند در رژیم کنترل فناوری موشکی (MTCR)، دو کشور هند و روسیه بطور مشترک در حال برنامه ریزی برای توسعه نسل جدیدی از موشک های براهموس با برد 800 کیلومتر و توانایی اصابت به اهداف محافظت شده با دقت بسیار بالا هستند.      در سال 2024، نیروی دریایی هند 220 موشک براهموس با برد 800 کیلومتر (برد ارتقاء یافته) سفارش داد. 
آتل ران مدیر عامل برنامه مشترک براهموس هند و روسیه، در سال 2022 اظهار داشت، در آینده نسخه ای جدید و مافوق صوت که احتمالاً از روی 3ام22 زیرکن ساخته خواهد شد و دارای ویژگی های مشابهی خواهد بود با نام براهموس 2 تولید خواهد شد.   

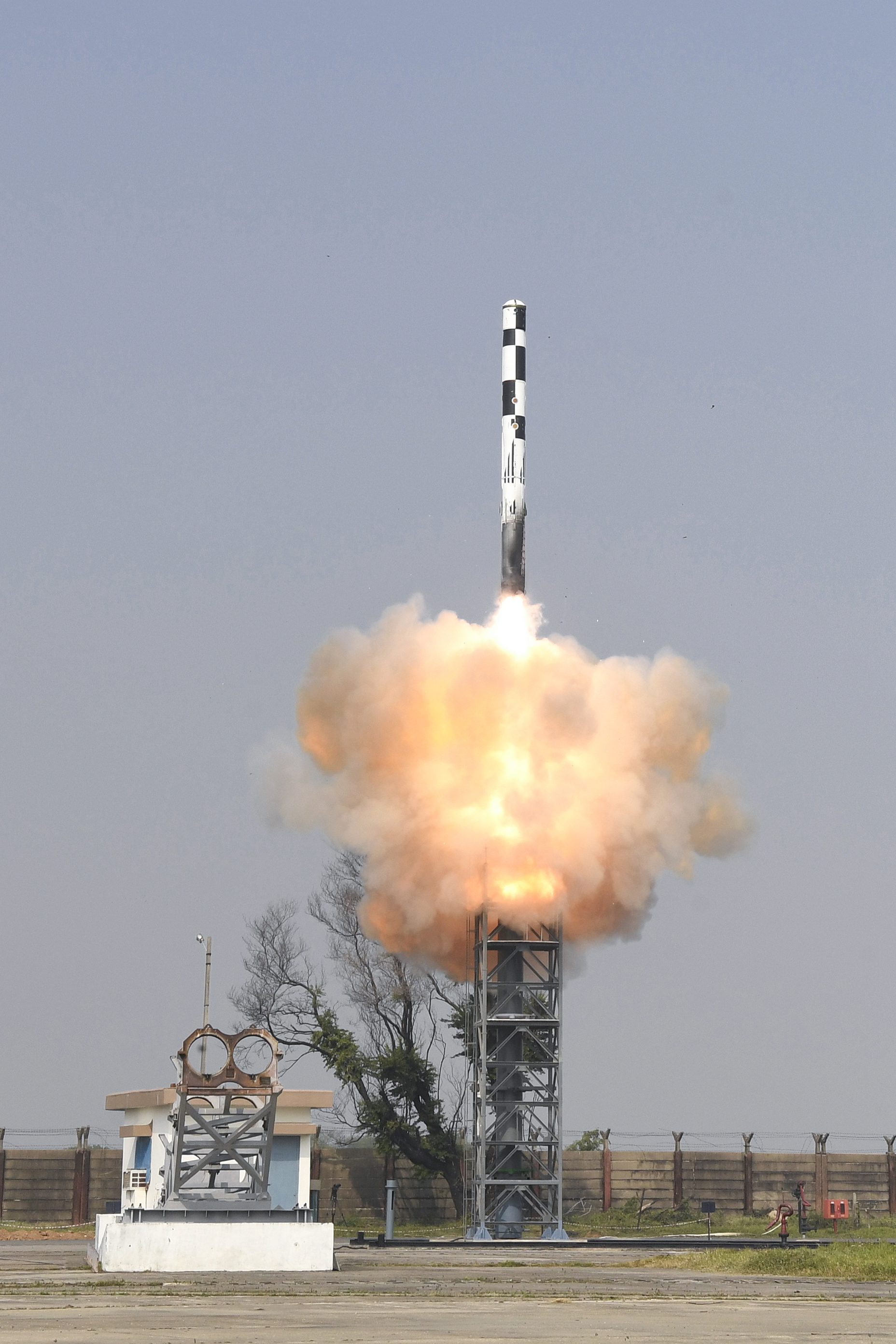
برهموس سریع ترین موشک کروز هند است

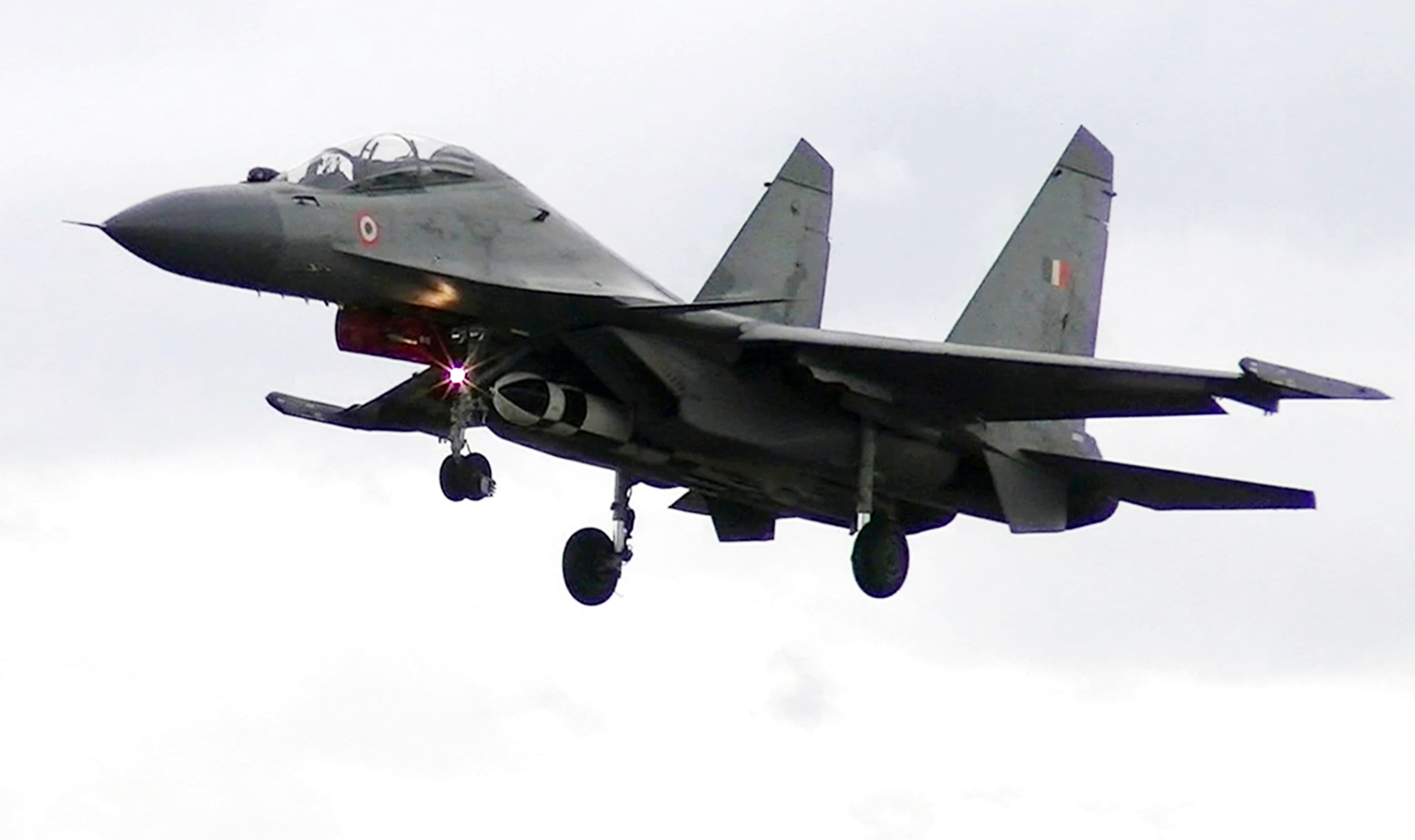
یک جنگنده Su-30MKI مسلح به برهموس